# فريدريكي بانغي
فريدريكي بانغي (بالفرنسية: Frédérique Bangué)‏ هي عداءة مسافات قصيرة فرنسية ولدت في يوم 31 ديسمبر 1976 في مدينة ليون في فرنسا، إختصت بسباقات 60 و 100 متر أبرز إنجازاتها هو فوزها بالميدالية البرونزية في بطولة العالم لألعاب القوى داخل الصالات 1997 في باريس في سباق 60 متر، كما فازت مع الفريق الفرنسي لسباق التتابع 4×100 متر للنساء بالميدالية الذهبية في بطولة أوروبا لألعاب القوى 1998 في بودابست، وفازت أيضاً مع الفريق بالميدالية الفضية في نفس السابق في بطولة العالم لألعاب القوى 2001 في إدمونتون.

## روابط خارجية
- فريدريكي بانغي على موقع الاتحاد الدولي لألعاب القوى (الإنجليزية)
- فريدريكي بانغي على موقع الاتحاد الأوروبي لألعاب القوى (الإنجليزية)
- فريدريكي بانغي على موقع الاتحاد الفرنسي لألعاب القوى (الفرنسية)
- فريدريكي بانغي على موقع اللجنة الأولمبية الدولية (الإنجليزية)